# سسنا سایتیشن اکسل
سسنا سایتیشن اکسل (به انگلیسی: Cessna Citation Excel) یک هواگرد ساختِ کارخانهٔ سسنا در کشور ایالات متحده آمریکا است . این هواگرد برای نخستین بار در ۲۹ فوریه ۱۹۹۶ میلادی مورد استفاده قرار گرفت.